# Calonectria pseudonaviculata
Calonectria pseudonaviculata är en svampart som först beskrevs av Crous, J.Z. Groenew. & C.F. Hill, och fick sitt nu gällande namn av L. Lombard, M.J. Wingf. & Crous 20 10. Calonectria pseudonaviculata ingår i släktet Calonectria och familjen Nectriaceae.   Inga underarter finns listade i Catalogue of Life.